# Antonio Parapawa
Antonio Parapawa, dont le nom fut aussi orthographié "Antonio Paraupaba", était un interprète et chef militaire et politique de la communauté des Amérindiens Potiguaras du nord du Brésil à la fin du XVIIe siècle. Il est né dans le premier quart du XVIIe siècle à Ceará ou au Rio Grande do Norte et mort en 1656/1657 aux Pays-Bas, après avoir vécu dans les territoires du Brésil néerlandais. 

## Biographie
D'origine Potiguara, il était le fils de Gaspar Parupaba. En 1625, il se rendit avec un groupe de 25 autres Indiens Potiguara aux Pays-Bas, répartis entre Amsterdam et Groningue, où il apprit à lire et à écrire dans la langue néerlandaise, et où ils sont reçus en héros et traités avec les honneurs. Calviniste convaincu, il pouvait citer la Bible et se montrait habile de sa plume.
En 1631, il retourne au Brésil, où il sert d'interprète à de nombreux officiers néerlandais, au sein d'un groupe d'Amérindiens appelés "Brasilianen", sous le commandement du  Major Mansveldt, dans les campagnes autour d'Igarassu. 
Antonio Parapawa est aussi le traducteur du colonel Arcizcewski, qui dirige les forces néerlandaises sur le terrain, mais remplacé par un autre lorsque le rapport de ce dernier doit être traduit en Tupí et en Tapuian,languages sensiblement différents. Lui-même appartient aux Tapuia, qui sont des nomades alors que les vivent dans d'importants villages, de près d'un millier d'habitants, ce qui ne l'empêche pas d'être choisi comme capitaine du village d'Aabaú en 1639. 
Le colonel Arcizcewski, accompagné du conseiller politique Jacob Stachouwer, avait été envoyé, avant son retour aux Pays-Bas de 1633, par le Conseil de Recife pour porter une lettre invitant les Amérindiens à se joindre à l'action des Hollandais pour conquérir le  Paraíba. La lettre leur proposait de détruire le bétail et les plantations des Portugais afin de les obliger à quitter leurs forts. Les Amérindiens Tapuias avaient bien accueilli cette invitation car ils souhaitaient faire partir les occupants de leurs terres ancestrales, en les tuant et en volant leurs trésors trouvés dans leurs chapelles et maisons.
Lors de son retour aux Pays-Bas en 1644 le gouverneur du Brésil, le gouverneur Nassau-Siegen enmène une dizaine d'Amérindiens pour y redorer son blason, parmi lesquels Antonio Parapawa. Mais en novembre de la même année il doit repartir au Brésil.
En 1645, les Pays-Bas décident de créer une assemblée de représentants des Amérindiens du Brésil, avec l'assentiment du Conseil des 19 de la WIC. Antonio Parapawa en fait partie, tout comme un autre représentants des Amérindiens, Pedro Poti.
Entre 1645 et 1649, il devient capitaine et gouverneur du Rio Grande, au moment où la colonisation hollandaise est mise en difficulté par la chute des prix du sucre depuis le début des années 1640 et que la WIC a commencé à recouvrer les dettes contractées par les commerçants et les agriculteurs résultant des prêts obtenus sous Nassau-Siegen (1637-1644). A ce titre, il est impliqué dans la révolte indigène qui déferle en 1645 et dégénère avec les Massacres de Cunhau e Uruaçu, en juillet 1645 puis le 3 octobre 1645, après le siège de deux semaines d'un fortin improvisé, dans lesquels sont tués une trentaine de catholiques dont le père Ambrósio Francisco Ferro et le laïc Mateus Moreira.
Actif en politique, au contact d'autres dirigeants Potiguaras connus, parmi lesquels Pedro Poti,  et son parent investi côté portugais Felipe Camarao, Antonio Parapawa s'est battu pour l'abolition de l'esclavage indigène et africain. 
En tant que soldat, il a combattu du côté hollandais lors la Bataille des Guararapes dans la Capitainerie de Pernambouc, le 19 avril 1648 qui a abouti six ans après à la fin des Invasions néerlandaises au Brésil en janvier 1654, illustrée par la célèbre Peinture d'histoire de la victoire des troupes brésiliennes, "Batalha dos Guararapes",. 
En 1648, il faisait partie de la mission du Ceará et de la serra d'Ibiapaba, où il organise le refuge des Amérindiens vaincus par les Portugais, jusqu'en 1654. Les documents émanant de sa veuve laissent penser à un décès avant 1656. Il a écrit une "remontrance" datée de 1656, sous forme de pamphlet.